# Stripe (entreprise)
Stripe est une société américaine d'origine irlandaise, destinée au paiement par internet pour professionnels. 

## Histoire

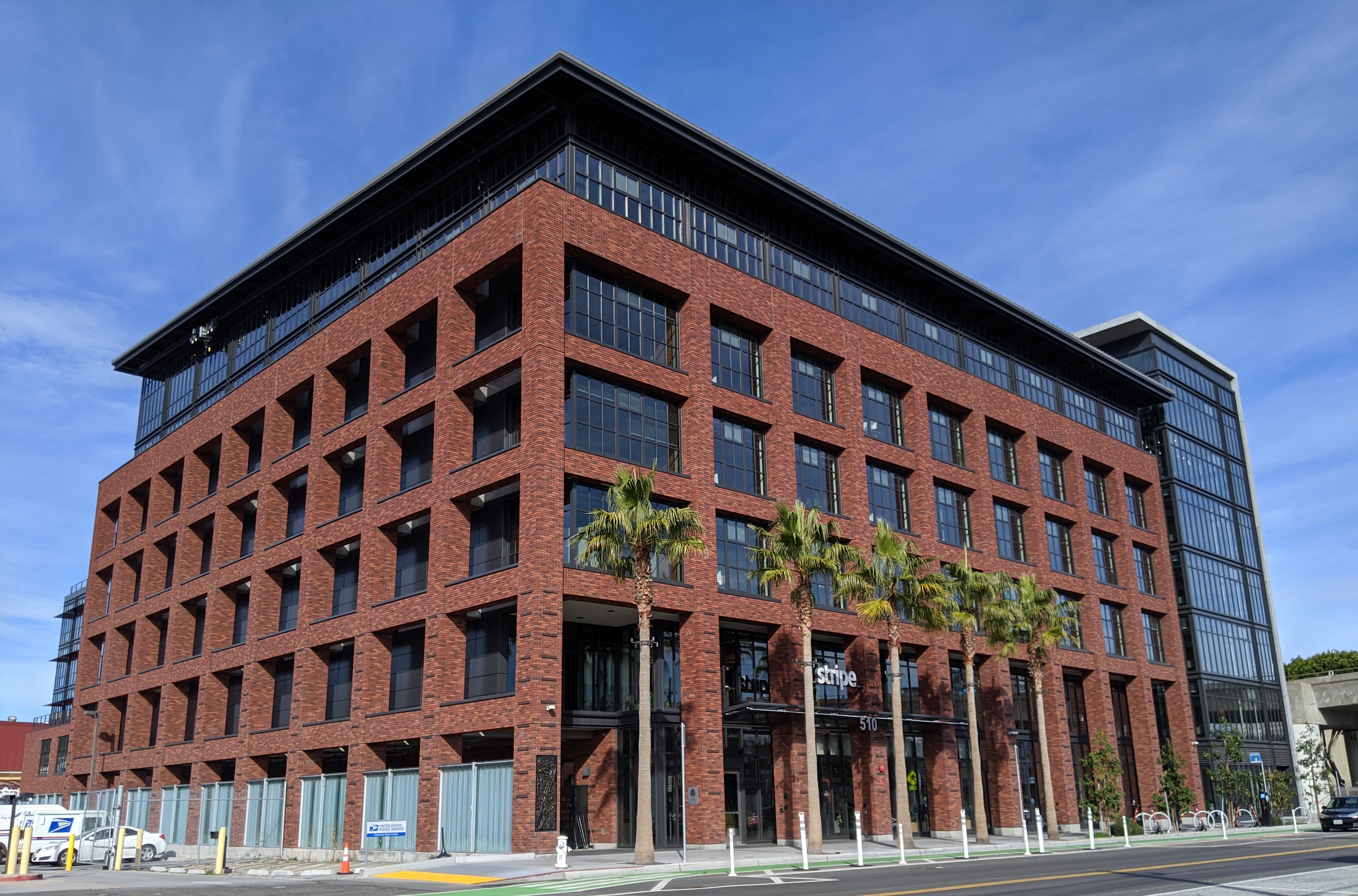
Ancien siège social de Stripe à San Francisco

John et Patrick Collison ont fondé Stripe en 2010, d'abord sous le nom /dev/payments. Après des erreurs de prononciation et d'écriture, le nouveau nom de Stripe fut choisi.
En juin 2010, la société reçoit des fonds de l'incubateur de startup Y Combinator.
En mai 2011, la société reçoit 2 millions de dollars US de Peter Thiel, Sequoia Capital et  Andreessen Horowitz.
En février 2012, la société est valorisée 100 millions de dollars. Stripe est public en 2011, après une bêta privée étendue. Moins d'un an après cette date, Stripe reçoit 20 millions de dollars de General Catalyst, Sequoia Capital, Peter Thiel, Redpoint Ventures, Chris Dixon, et Aaron Levie.
En mars 2013, Stripe achète l'application Kickoff.
En novembre 2016, Stripe réalise une nouvelle levée de fonds (150 millions de dollars) à laquelle a notamment participé Google via son fonds d’investissement CapitalG, portant ainsi la valorisation de la société à 9,2 milliards de dollars. Les investisseurs ont été séduits par l'ascension rapide de Stripe, qui compte des clients dans 110 pays.

## Stripe et les cryptomonnaies
En 2014, compte tenu du succès global de Bitcoin, et pour notamment « élargir l'accès des consommateurs à la cryptographie » et « continuer à faire croître le PIB d'Internet » le groupe a décidé de permettre aux entreprises de cryptographie d'accéder à son infrastructure financière, via une association avec FTX et Blockchain.com, Stripe s'est ouvert au bitcoin (BTC), pour « permettre aux acheteurs d'accéder à des endroits où la pénétration des cartes de crédit était moindre ou dans des cas d'utilisation où les frais de carte de crédit étaient prohibitifs »
En 2018 Stripe annonce sa sortie du Bitcoin (progressivement entre février et fin avril 2018), au motif qu'il est moins demandé par ses clients, inutile pour les transactions de commerce électronique (limité par sa taille de bloc et comportant un risque financier intrinsèque élevé, pénalisé par des frais qui ont augmenté (« rendant les transactions Bitcoin à peu près aussi chères que les virements bancaires »), des délais de confirmation des transactions considérablement allongés et impliquant un taux accru d'échec des transactions libellées en monnaies fiduciaires. (« Au moment où la transaction est confirmée, les fluctuations du prix du Bitcoin signifient qu'il s'agit du « mauvais » montant ». L'entreprise annonçant rester néanmoins intéressé par les évolutions de Lightning et d'autres moyens de paiements plus rapides tels qu'OmiseGO et Ethereum).
En 2021, John Collison (cofondateur de Stripe) laisse entendre que le groupe se prépare pour un nouvel essai d'ouverture aux cryptomonnaies, en créant une équipe destinée à l'exploration de la crypto et du Web3 (version encore plus décentralisée d'Internet) et en intégrant parmi ses administrateurs Matt Huang (cofondateur de Paradigm, société de capital-risque spécialisée dans les crypto-monnaies).
En 2022, Stripe officialise son offre de services aux entreprises crypto, mais avec des protocoles d’identification des utilisateurs. Stripe intègre désormais une interface de conversion crypto/fiat et accepte des échanges, des rampes d’accès, des portefeuilles et le marché des NFT. Des partenariats sont signés avec Blockchain.com, avec la plateforme d’enchères en ligne NFT Nifty Gateway, avec la société française Just Mining, et surtout avec l’exchange FTX dont les utilisateurs peuvent désormais acheter des cryptomonnaies par cartes ou virements bancaires directs via le réseau automatisé ACH.

## Lutte contre la fraude
En avril 2018 un système dit Stripe Radar, d'apprentissage automatique destiné à la détection de fraude est intégré à la plateforme Stripe.

## Logistique de paiement
Les développeurs web intègrent des processus de paiement sans être obligé d'avoir un compte marchand. La société demande sept jours d'attente pour lutter contre la fraude, après quoi les fonds vont directement dans le compte de destination.